# Mirbelia dilatata
Mirbelia dilatata är en ärtväxtart som beskrevs av Robert Brown. Mirbelia dilatata ingår i släktet Mirbelia och familjen ärtväxter. Inga underarter finns listade i Catalogue of Life.

## Bildgalleri

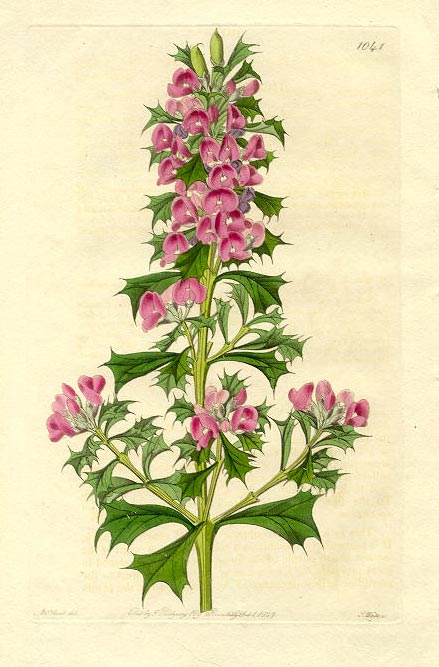